# Amt Rhinow
Amt Rhinow är ett kommunalförbund i Tyskland, beläget i Landkreis Havelland i förbundslandet Brandenburg.  Huvudorten är Rhinow.  Övriga ingående kommuner är Gollenberg, Grossderschau, Havelaue, Klessen-Görne och Seeblick.